# José Pascuttini
Aurelio José Pascuttini  (19 de marzo de 1944, Rosario, Argentina) es un exfutbolista y entrenador argentino que jugó como defensa central solo en dos clubes: Rosario Central y América de Cali.

## Trayectoria

### Rosario Central
Inició su carrera deportiva en el Rosario Central en 1956, e integró todas las categorías inferiores hasta llegar en 1966 a la Primera división. Logró los títulos de sexta, quinta, cuarta y tercera división de inferiores así como también el torneo de reserva (compartió equipo con Aldo Pedro Poy, Daniel Carnevali y Ricardo Palma entre otros). Debutó ante Lanús, cuando Manuel Giúdice era el DT canalla, el 24 de abril de 1966 en la victoria por 4 a 1.
Inicialmente le tocó vivir una etapa de consolidación del club. Por primera vez desde su incorporación a los torneos de AFA, Central empezó a finales de los sesenta a pensar seriamente en la posibilidad de salir campeón. Su equipo salió subcampeón del Nacional de 1970 y obtuvo el campeonato Nacional 1971 con Pascuttini y Alberto Fanesi integrando la zaga central del equipo. El Coco también salió campeón en el Nacional de 1973, ahora con Daniel Killer como compañero de zaga.
Jugó en Central hasta fines de 1976. En más de una década en el club, defendió la camiseta de Central en 366 oportunidades y marcó 30 goles: 341 partidos por torneos locales donde convirtió 29 goles, 2 encuentros por Copa Argentina y 23 partidos por la Copa Libertadores donde anotó un gol. Es, después de José Jorge González, el jugador con más presencias en la historia de Rosario Central.

### América de Cali
En 1977 llega a Colombia para jugar en el América de Cali, entonces dirigido por el Maestro Adolfo Pedernera, donde jugó por espacio de 5 años con más de 200 partidos disputados. Integró una gran zaga defensiva con Luis Eduardo Reyes, el hombre de hierro y compartió equipo con figuras de la talla de Oscar Más y Jorge Ramón Cáceres. En 1979 el equipo rojo dirigido por el Dr. Gabriel Ochoa Uribe logró su primera estrella, Pascuttini era el capitán y uno de los referentes más importantes del equipo. Luego de 5 años de carrera en los diablos rojos en 1982 se organizó un cuadrangular que además sirvió de homenaje al recién fallecido Osvaldo Zubeldía. América ganó la competición y esta resultó la despedida oficial del Coco.
Algunas de las curiosidades que tiene en su carrera es que estuvo presente en la consecución del primer título de Rosario Central y de América de Cali y también en las dos fechas más importantes de los dos equipos que curiosamente coinciden el mismo día 19 de diciembre o Aquel 19.

### Como entrenador
Retirado del fútbol, se dedicó a la dirección técnica. Estuvo en las inferiores de Central, desempeñándose en 1984 como técnico del primer equipo aunque dirigió pocos partidos.
Además fue coordinador de las divisiones inferiores de Vélez, Estudiantes de La Plata, Lanús y también del Toluca de México, del cual llegó a ser técnico del plantel superior.
En el 2008 fue nombrado coordinador general de las divisiones inferiores del Club Atlético Rosario Central. En 2011 fue elegido como mejor coordinador de divisiones inferiores del año por la Asociación Argentina de Técnicos. En noviembre de 2012 renunció a su cargo.

## Selección nacional
Formó parte del seleccionado argentino que participó del Sudamericano Juvenil de 1964, allí jugó 6 partidos. Para la selección mayor jugó 3 partidos: debutó el 17 de diciembre de 1968, ganando 1 a 0 contra Polonia y volvió a jugar el 22 de diciembre de ese año ante Yugoslavia, empatando 1 a 1. El 12 de junio de 1969 disputó su último partido ante Chile.

## Clubes

### Como jugador
| Club            | País      | Año        |
| --------------- | --------- | ---------- |
| Rosario Central | Argentina | 1966–1976  |
| América de Cali | Colombia  | 1977- 1982 |

### Como entrenador
| Club            | País      | Año  |
| --------------- | --------- | ---- |
| Rosario Central | Argentina | 1984 |
| Toluca          | México    | 1995 |

## Palmarés
| Título           | Club                  | País      | Año    |
| ---------------- | --------------------- | --------- | ------ |
| Primera División | C. A. Rosario Central | Argentina | N-1971 |
| Primera División | C. A. Rosario Central | Argentina | N-1973 |
| Primera A        | América de Cali       | Colombia  | 1979   |